# Heinrich von der Pfalz

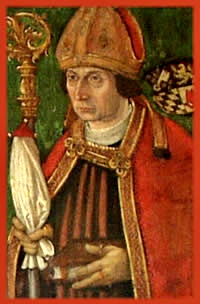
Bischof Heinrich von der Pfalz, zeitgenössisches Gemälde

Heinrich von der Pfalz (* 15. Februar 1487 in Heidelberg; † 3. Januar 1552 in Ladenburg) war Fürstbischof von Worms, von Utrecht und von Freising sowie Fürstpropst von Ellwangen.

## Familie
Heinrich entstammte dem Hause Wittelsbach und war das siebente Kind des Pfälzer Kurfürsten Philipp des Aufrichtigen sowie seiner Gattin Margarete von Bayern-Landshut (1456–1501); diese war die Tochter von Herzog Ludwig IX. von Bayern-Landshut und seiner Gemahlin Amalie von Sachsen.

## Leben und Wirken
Der ältere Bruder Ludwig V., der 1508 nach dem Tod des Vaters dessen Kurwürde übernommen hatte, setzte Heinrich 1521 als Fürstpropst von Ellwangen ein und verschaffte ihm 1524 das Bischofsamt in Worms, wo er als Heinrich IV. geführt wurde.
Kaiser Karl V., dem Heinrich ein Jahr später seine zusätzliche Wahl zum Bischof von Utrecht zu verdanken hatte, fand in ihm einen zuverlässigen Anhänger. Während Heinrichs Utrechter Zeit kam es mehrmals zu Unruhen, weil im Gefolge der Reformation immer wieder die Autorität seines Amtes in Frage gestellt wurde. 1528 übertrug er darum als Herzog von Brabant und Graf von Holland die weltliche Verwaltung des Hochstifts Utrecht auf den Kaiser, was das Ende von Utrechts politischer Selbstständigkeit bedeutete. Ein Jahr danach gab Heinrich auch das Bischofsamt von Utrecht auf und verließ die Stadt.
Anschließend widmete er sich dem Bistum Worms. Mit Heinrichs Namen verbunden sind die Renovierungsarbeiten am Sommerschloss der Wormser Bischöfe in der pfälzischen Gemeinde Dirmstein, nachdem es im Bauernkrieg Schäden davongetragen hatte. In einen Sandsteinsturz ist eine Inschrift eingemeißelt, die zeitlich zwischen 1525 (Bauernkrieg) und 1541 (Übernahme der hier unerwähnten Freisinger Bischofswürde) einzuordnen ist:

„HENRICH V G G COADIUTOR ERWELTER UND BESTETIGTER ZU WORMBS UND UTRECHT PROBST UND HER ZU ELWANGEN PFALZGRAF BEI RIEN UND HERZOG IN BEIERN“

Ins heutige Deutsch übertragen heißt dies:

„Heinrich, von Gottes Gnaden erwählter und bestätigter Koadjutor zu Worms und Utrecht, Propst und Herr zu Ellwangen, Pfalzgraf bei Rhein und Herzog in Bayern“

Am 26. August 1540 wurde er zum Koadjutor des Bistums Freising ernannt. Zuvor hatten Heinrichs älteren Brüder Ruprecht und Philipp das Amt inne. Am 5. Januar 1541 starb sein Bruder Philipp und erfolgte als Bischof nach. Hier heißt er Heinrich III.
Am 14. August 1543 vermittelte der Bischof in Ladenburg einen Sühnevertrag zwischen Hans Sigmund von Plieningen und Caspar II. Lerch von Dirmstein; Hans Sigmund hatte 1531 Christoph Caspar Lerch, einen der Söhne Caspar Lerchs, im Duell getötet. In Zusammenhang mit dem Vertrag wurde das Weinsheimer Gedenkkreuz errichtet und die bis heute existierende Katholische Hospitalstiftung Dirmstein begründet.
Der Historiker Karl Meichelbeck nennt Bischof Heinrich einen „frommen und gerechten Herrn, der sich der armen Weltgeistlichen“ angenommen habe. Die Bischofsweihe hatte er zeitlebens nicht erhalten. Joseph Ferdinand Damberger vermerkt über ihn: „...war bei aller gerühmten Güte, ohnehin nicht consecriert, kaum einem in der furchtbar bewegten Zeit gewachsen.“